# The Battle of Mexico City
The Battle of Mexico City è il primo album-video del gruppo rap metal statunitense Rage Against the Machine, pubblicato nel 2001. 
Nel 2021, in occasione del Record Store Day, esce anche su doppio vinile 

## Tracce
1. Program start – 0:25
2. Testify – 4:00
3. Guerrilla Radio – 3:30
4. Documentary part I – 1:48
5. People of the Sun – 2:28
6. Documentary part II – 0:39
7. Calm Like a Bomb – 4:41
8. Documentary part III – 1:02
9. Sleep Now in the Fire – 3:33
10. Born of a Broken Man – 4:30
11. Bombtrack – 4:03
12. Know Your Enemy – 4:54
13. Documentary part IV – 1:00
14. No Shelter – 3:56
15. War Within a Breath – 3:27
16. Documentary part V – 2:14
17. Bulls on Parade – 3:55
18. Killing in the Name – 5:10
19. Zapata's Blood – 3:20
20. Freedom – 8:42
21. Outro – 1:10

## Tracce Vinile
1. Testify – 4:00
2. Guerrilla Radio – 3:30
3. People of the Sun – 2:28
4. Calm Like a Bomb – 4:41
5. Sleep Now in the Fire – 3:33
6. Born of a Broken Man – 4:30
7. Bombtrack – 4:03
8. Know Your Enemy – 4:54
9. No Shelter – 3:56
10. War Within a Breath – 3:27
11. Bulls on Parade – 3:55
12. Killing in the Name – 5:10
13. Zapata's Blood – 3:20
14. Freedom – 8:42
15. Township Rebellion – 1:10

## Classifiche
| Classifica (2021) | Posizione massima |
| ----------------- | ----------------- |
| Grecia            | 49                |